# Stefan Jović
Stefan Jović (en serbio cirílico Стефан Јовић, Niš, Serbia, 3 de noviembre de 1990) es un jugador de baloncesto serbio que juega en el Valencia Basket de la Liga ACB, la primera división de España. Con 1.90 metros de estatura, juega en la posición de base.

## Trayectoria
Jović es un base formado en las categorías inferiores del Ergonom de su ciudad natal, Niš. De 2010 a 2012 jugó con Sloga Kraljevo. 
En julio de 2012, firmó un contrato de tres años con KK Radnički Kragujevac.
El 21 de septiembre de 2014, firmó un contrato de tres años con Estrella Roja. En la temporada 2014-15, la primera con el club, el Estrella Roja ganó el campeonato de la Liga ABA, el campeonato de la Liga de Serbia y la Copa de Serbia. También disputó 19 partidos en la Euroliga, promediando 2,9 puntos, 2,8 asistencias y 2,1 rebotes.
El 14 de julio de 2017, Jović firmó un contrato de dos años con el equipo alemán del Bayern de Múnich. En su primera temporada, Jović conquistó la Basketball Bundesliga 2017-18 al derrotar a Alba Berlin por 3-2 en la serie final. A lo largo de 40 partidos de liga promedió 7,4 puntos y 5,3 asistencias, con un 54,7% de tiros de campo. En EuroCup, disputó 15 partidos y promedió 5,3 puntos y 5,6 asistencias por partido.
En la temporada 2018-19, Jović disputó 35 partidos de la Bundesliga y promedió 6,3 puntos y 4,8 asistencias, con un 44,4% de tiros de campo. El Bayern finalmente defendió el trofeo del campeonato al derrotar a Alba Berlin por 3-0 en la serie final de la Basketball Bundesliga 2018-19. En la Euroliga promedió 8,3 puntos y 4,6 asistencias en 23 partidos disputados.
El 17 de julio de 2019, Jović firmó un contrato con el equipo ruso Khimki. Durante la temporada 2019-2020 con el Khimki, Jović promedió 7,6 puntos, 4,2 asistencias y 1,3 robos por partido en un total de 23 partidos de Euroliga. En la temporada siguiente, apareció en solo 8 partidos de Euroliga debido a lesiones personales, con una estadística de 4,4 puntos, 3,8 asistencias y 2 rebotes por partido.
El 7 de enero de 2022, Jović firmó un contrato con el Panathinaikos B. C. de la A1 Ethniki, la primera división griega, por el resto de la temporada 2021-22, con la opción de una temporada adicional.
El 11 de diciembre de 2022, Jović firma un contrato con Casademont Zaragoza de la Liga ACB hasta el final de la temporada. Tras realizar una buena campaña, el 24 de junio de 2023 se anuncia su renovación por una temporada más en Casademont Zaragoza.

### Selección nacional
[actualizar]

Durante agosto y septiembre de 2023 fue integrante de la selección de Serbia que participó en el Mundial de 2023 celebrado en Asia, y que ganó la plata, tras perder la final ante Alemania.